# Banski Kovačevac
 Banski Kovačevac  falu Horvátországban, Károlyváros megyében. Közigazgatásilag Lasinjához tartozik.

## Fekvése
Károlyvárostól 20 km-re keletre, községközpontjától 20 km-re délnyugatra a Kulpa jobb partján fekszik.

## Története
Neve 1570-ben "Kowachowcz" néven tűnik fel először. 1573-ban "Kowachewcz", 1773-ban "Kovachevecz" néven említik. A falu 1736-ban épített régi fakápolnáját nem sokkal a honvédő háború előtt újították fel. 1991 októberében a szerb csapatok a kápolnát lerombolták. 2005-ben építettek új, falazott kápolnát helyette. A településnek 1857-ben 773, 1900-ban 557 lakosa volt. A trianoni békeszerződésig Zágráb vármegye Pisarovinai járásához tartozott. 2011-ben 157-en lakták.

## Lakosság
| Lakosság változása | Lakosság változása | Lakosság változása | Lakosság változása | Lakosság változása | Lakosság változása | Lakosság változása | Lakosság változása | Lakosság változása | Lakosság változása | Lakosság változása | Lakosság változása | Lakosság változása | Lakosság változása | Lakosság változása | Lakosság változása |
| ------------------ | ------------------ | ------------------ | ------------------ | ------------------ | ------------------ | ------------------ | ------------------ | ------------------ | ------------------ | ------------------ | ------------------ | ------------------ | ------------------ | ------------------ | ------------------ |
| 1857               | 1869               | 1880               | 1890               | 1900               | 1910               | 1921               | 1931               | 1948               | 1953               | 1961               | 1971               | 1981               | 1991               | 2001               | 2011               |
| 773                | 1274               | 1024               | 508                | 550                | 557                | 437                | 555                | 519                | 526                | 498                | 476                | 389                | 309                | 274                | 157                |

## Nevezetességei
Szent Péter és Pál apostolok tiszteletére szentelt kápolnája 2005-ben épült.